# 薩姆·斯尼德
薩姆·斯尼德（英語：Samuel Jackson Snead，1912年5月27日—2002年5月23日），美國職業高爾夫球手，被譽為有史以來最偉大的球手之一，曾贏得82個PGA巡迴賽賽事，當中包括7個大滿貫冠軍。

## 個人生活
斯尼德生於美國維吉尼亞州阿什伍德，7歲時開始在家園度假村的老球場當球僮，在1929年以17歲之齡升任助教，1934年移師瀑布球場（the Cascades Course）並轉為職業高爾夫球手。